# Муджахид аль-Муваффак
Абу аль-Джайш Муджахид ибн Абд Аллах аль-Амири, прозванный аль-Муваффак (960, Дения — 1044, Аннаба) — 1-й эмир Денийской тайфы (1014—1044), эмир Валенсийской тайфы (1018—1021). За исключением его раннего и катастрофического вторжения на Сардинию, его правление было в основном мирным. Его двор стал центром науки и литературного производства, а сам он написал книгу о поэзии (ныне утраченную).

## Происхождение и карьерный рост
Муджахид происходил из сакалиба, рабов славянского происхождения. Его отчество, ибн Абд Аллах, не относится к его настоящему отцу. Его мать была плененной христианкой. Он был куплен и обращен в ислам хаджибом аль-Мансуром, который также дал ему образование. Возможно, он служил губернатором Дении при сыновьях Аль-Мансура после 1002 года. После смерти второго сына аль-Мансура, Санчуэло, в марте 1009 года он взял под свой контроль Дению.
В 1009 году после начала борьбы за трон Кордовского халифата Муджахид перебрался в Дении, где стал фактически независимым. В 1014 году объявил халифом представителя династии Омейядов аль-Муайти как противовес халифу Сулейману ибн аль-Хакаму. С этого времени стал полностью независимым. Вскоре покорил и подчинил своей власти Балеарские острова.
В 1015 году эмир Дении Муджахид решил покорить остров Сардинию. Но в 1016 году битве с коалицией Гоннарио I, юдика Арбореи, Салусио, юдика Кальяри, флотов Генуи и Пизы, мусульманские войска потерпели поражение.
В 1016 году Муджахид с мощной конницей и флотом в 120 судов осуществил новую попытку захватить Сардинию. Вначале арабы высадились на севере Сардинии, в области Логудоро, которая принадлежало юдику Гоннарио I. Нанеся ему поражение, Муджахид двинулся на юг, где победил Салусио, юдика Кальяри, который погиб в битве, а юдикат Кальяри оказался под властью арабов. Вскоре под власть Муджахида попала область Галлура. Только Гоннарио еще оказывал арабам сопротивление в горных районах Сардинии. За этим Муджахид попытался захватить город Луни на лигурийском побережье и разорил тосканское побережье, особенно район Пизы. Также покорил юг острова Корсика. Вскоре при поддержке пизанцев и генуэзцев Мариано, сын Салусио, и Гоннарио I атаковали войска аль-Амири. У того в это время начались проблемы из-за мятежа берберов. В конце концов, мусульмане потерпели поражение, в плен попал Али — сын Муджахида аль-Амири. Большая часть арабского флота погибла и утонула во время большой бури и была уничтожена писано-генуэзским флотом в сражении в проливе Бонифачо. В то же время Муджахид получил сведения, что его марионеточный халиф аль-Муайти попытался захватить власть в Дении. По возвращении аль-Амири арестовал аль-Муайти и отправил его в ссылку в Северную Африку.
С 1016/1017 года Муджахид стал чеканить собственные монеты (дирхамы), основав для этого монетный двор (его местонахождение до сих пор не обнаружено). В 1018 году, воспользовавшись беспорядками в Валенсии, Муджахид заставил Лабиба аль-Фата разделить власть в Валенсийской тайфе. Но того же года потерпел поражение от барселонского графа Беренгер-Рамона I, признав превосходство последнего и обязавшись платить дань.
В 1021 году Абд аль-Азиз сумел захватить власть в Валенсии. Попытки Муджахида вернуть город оказались не удачными. Одновременно начал активные пиратские нападения на побережье Прованса, Лигурии, Корсики и Италии. В 1022 году новый флот аль-Амири попробовал высадить войска на юге Сардинии, но в битве под Кальяри потерпел поражение от пизано-генуэзского флота. В 1024 году новая попытка Муджахида захватить север Сардинии оказалась неудачной. В 1025 году была создана коалиция, состоящая из юдикатов Сардинии, графа Барселоны, графа Прованса и герцога Неаполя, и направленная против эмира Дении.
В 1026 году после гибели кордовского халифа Мухаммеда III совместно с Хайраном, эмиром Альмерии, Муджахид захватил Кордову. Впрочем союзники не смогли договориться о кандидатуре нового халифа и Муджахид вернулся в Дении.
В 1033 году эмир Дении Муджахид создал новый мощный флот для завоевания Сардинии. Против этого выступила Генуя и Пиза, неаполитанские войска под руководством графа Райнульфа Аверского. В 1035 году аль-Амири признал новым кордовским халифом Хишама II, которого выдвинул Аббад I, эмир Севильи.
В 1044 году по разным сведениям Муджахид аль-Амири погиб в битве за город Аннаба в Африке. Ему унаследовал сын Али Икбал ад-Даула (1044—1076).

## Меценатство
Муджахид был покровителем богословских и литературных исследований, особенно кираата (рецитации Корана). Его интерес к кираату, возможно, проистекал из его имени, так как одним из самых влиятельных учеников кираата был Ибн Муджахид (859/860 — 936).
Известно, что Ибн Гарсия и Ибн Бурд Аль-Ашгар сочиняли произведения при дворе эмира Дении Муджахида. Там был написан знаменитый трактат ибн Гарсии «Рисала» о шуубие (неарабских народах), критикующий арабское господство в Испании и восхваляющий неарабов, таких как берберы и славяне. Ибн Бурд посвятил свой Рисалат Аль-Сайф Валь-Салам Муджахиду и, как известно, написал другие произведения в Дении и в других местах под покровительством Муджахида. Эрудит Ибн Хазм и юрист Ибн Абд аль-Барр также известны тем, что проводили время при его дворе.
Сам Муджахид написал ныне утраченную работу о «аруде» (арабский метр).